# Breitungen (Südharz)
Breitungen (Südharz) este o comună din landul Saxonia-Anhalt, Germania.
1. ↑  GeoNames